# Odontomyia periscelis
Odontomyia periscelis är en tvåvingeart som beskrevs av Friedrich Hermann Loew 1873. Odontomyia periscelis ingår i släktet Odontomyia och familjen vapenflugor. Inga underarter finns listade i Catalogue of Life.